# K5 (U-Boot, 1917)
Die K5, auch HMS K5, war ein turbinengetriebener U-Kreuzer der Royal Navy, der während des Ersten Weltkrieges in Dienst gestellt wurde. Das große U-Boot gehörte dem aus insgesamt 18 Einheiten bestehenden ersten Baulos der K-Klasse an und wurde als elfte Einheit dieses Loses in Dienst genommen. Die Bestellung des Bootes war im August 1915 im Rahmen des Kriegsnotbauprogramms 1915 erfolgt, der Bauauftrag wurde an die Marinebasis Portsmouth vergeben. Die Kiellegung fand am 13. November 1915 statt, der Stapellauf am 16. Dezember 1916. Der Ende Mai 1917 in Dienst gestellte U-Kreuzer ging bereits nach einer vergleichsweise kurzen Dienstzeit im Januar 1921 während eines Manövers in den nördlichen Ausläufern der Biskaya aus ungeklärten Gründen verloren. Erster Kommandant des U-Bootes war Commander John F. Hutchings.

## Technische Aspekte
Der als Doppelhüllenboot ausgelegte U-Kreuzer war maximal 103,02 Meter lang und 8,08 Meter breit, in aufgetauchtem Zustand lag der Tiefgang bei etwa 5,19 Meter. K5 besaß einen Treibstoffvorrat von 300 Tonnen Öl und erreichte damit eine Seeausdauer von rund 3.000 Seemeilen (bei 13,5 Knoten Marschfahrt) beziehungsweise von 1.100 Seemeilen bei Höchstgeschwindigkeit. In Überwasserlage wurde der Antrieb von zwei Yarrow-Kesseln und zwei Brown-Curtis-Getriebeturbinen übernommen – wobei diese Maschinenanlage den Rumpf faktisch in zwei separate Bereiche teilte und rund 35 Prozent der gesamten Rumpflänge in Anspruch nahm –, die jeweils 10.500 WPS leisteten, was dem U-Kreuzer eine bemerkenswerte Höchstgeschwindigkeit von 24 Knoten (44 km/h) ermöglichte. Darüber hinaus befand sich eine 10-Zylinder-Vickers-Admiralty-Dieselhilfsmaschine von 800 PS an Bord, die in Notfällen (in Überwasserlage) zum Einsatz kam. In getauchtem Zustand wurde der Antrieb von vier jeweils 1.440 PS starken Elektromaschinen übernommen (die Höchstfahrt lag bei 9,5 Knoten).
Die Boote der K-Klasse galten hinsichtlich der Maschinensteuerung als die kompliziertesten U-Boote ihrer Zeit, was vor allem beim Abtauchen zu erheblichen Zeitverzögerungen beitrug (unter anderem mussten vor dem Einleiten des Tauchvorganges die Kesselfeuer gelöscht und die Schornsteine eingezogen werden) – die Tauchzeit lag im Schnitt bei etwa fünf Minuten. Die große Länge des Bootskörpers führte ferner zu Trimmungsproblemen; dieser Umstand sowie der Sachverhalt, dass der Bootskörper zahlreiche Öffnungsdurchbrüche besaß (zwei Schornsteine, Filter- und Ventilöffnungen, zwölf Deckluken), führten dazu, dass die maximale Tauchtiefe aus Sicherheitsgründen auf nur rund 45 Meter (150 Fuß) begrenzt wurde.
Die Bewaffnung der K5 bestand aus zehn 457-mm-Torpedorohren, von denen jeweils vier im Bug und vier im Heck eingebaut waren, zwei weitere Rohre waren in ausschwenkbaren Seitenlafetten untergebracht. An Bord befanden sich insgesamt 18 Torpedos. Ferner besaß das U-Boot zwei einzeln lafettierte 102-mm-Deckgeschütze Mark XII, wobei je eines vor und hinter dem Turm aufgestellt war, sowie ein einzelnes 76,2-mm-Deckgeschütz Mark II (hinter dem Turm) und ein Lewis-Maschinengewehr. Eines der 102-mm-Geschütze sowie die beiden ausschwenkbaren Seitentorpedorohre wurden allerdings bereits zum Jahreswechsel 1917/18 wieder ausgebaut.

## Dienstzeit
Nach der Indienststellung und dem Abschluss der Probefahrten wurde der U-Kreuzer Ende 1917 zur 12. U-Boot-Flottille („12th submarine flotilla“) in Rosyth detachiert. Das Boot sah eine nur ereignislose Dienstzeit, zu Gefechtsberührungen mit gegnerischen Schiffen kam es nicht. Hinzu kam, dass die Einheiten der Klasse mit ständigen technischen Problemen konfrontiert waren. Am 31. Juli 1918 gingen während einer Patrouillenfahrt zwei Besatzungsangehörige über Bord und ertranken. Nach Kriegsende im November 1918 erfolgte die Verlegung der K5 nach dem neuen Standort Torbay. Am 1. April 1920 kam mit Lieutenant Commander John A. Gaimes ein neuer Kommandant an Bord und löste Commander Hutchings an. Gaimes kam später beim Untergang des U-Kreuzers ums Leben.

## Verlust
Am 19. Januar 1921 lief die K5 aus Torbay aus, um gemeinsam mit den Schwesterbooten K9, K15, K10 und K22 sowie dem Leichten Kreuzer Inconstant ein Manöver in der Biskaya durchzuführen. Während Lieutenant Commander Gaimes als erfahrener U-Boot-Kommandant galt, war die Besatzung zu diesem Zeitpunkt jedoch fast nur aus neuen und noch unerfahrenen Seeleuten zusammengesetzt. Etwa 120 Seemeilen südwestlich der Scilly-Inseln begannen die U-Kreuzer am 20. Januar mit Tauchmanövern. Hierbei traten bei allen beteiligten U-Booten Probleme auf, so konnte K9 nicht zum Abtauchen gebracht werden, während umgekehrt K22 zwar abtauchen konnte, aber infolge eines zu steilen und nicht mehr zu kontrollierenden Abtauchwinkels mit Hilfe eines Notauftauchmanövers wieder an die Oberfläche gebracht werden musste. K5 tauchte etwa gegen 11:45 Uhr ab und wurde danach nicht mehr gesehen.
Nachdem das U-Boot gegen 14:00 Uhr als überfällig gemeldet worden war, begannen die beteiligten Schiffe mit der Suche. Dabei konnte in den späten Nachmittagsstunden, kurz vor 18:00 Uhr, etwa eine halbe Seemeile vom vermuteten Ort des Abtauchens entfernt, ein Ölfilm an der Meeresoberfläche bemerkt werden, ebenso wurden aufschwimmende Trümmerstücke, darunter Teile der Deckbeplankung sowie einer Batterieabdeckung, und ein Seesack geborgen. Mit K5 waren Kommandant Gaimes und alle 56 Besatzungsangehörigen untergegangen, es gab keine Überlebenden. Was letztlich den Untergang verursacht hatte, konnte nicht mit Sicherheit festgestellt werden. Es wird allerdings vermutet, dass der U-Kreuzer beim Abtauchen außer Kontrolle geraten – wobei die Unerfahrenheit der Besatzung im Umgang mit dem vergleichsweise kompliziert zu steuernden U-Boot möglicherweise hier eine gewisse Rolle gespielt haben könnte – und unter seine Zerstörungstauchtiefe abgesunken war und schließlich infolge des Wasserdrucks implodierte. Das Wrack des U-Bootes wurde bislang nicht gefunden; am Untergangsort beträgt die Meerestiefe rund 900 Meter.